# Liste des camps annexes du camp de concentration de Sachsenhausen
Cette liste recense les camps satellites du camp de concentration de Sachsenhausen entre 1942 et 1945. Les termes camp annexe et camp satellite sont synonymes.
La liste contient aussi  des détachements externes à partir desquels (initialement) les prisonniers étaient emmenés quotidiennement sur le site de travaux forcés (sans organisation indépendante du camp). Contrairement à un camp annexe, un commando externe désigne un groupe plus ou moins important de détenus qui étaient amenés d'un camp de concentration sur leur lieu de travail . À diverses occasions, des commandos extérieurs se sont progressivement transformés en camps de concentration indépendants sous l'administration d'un camp principal ou au sein du Bureau principal économique et administratif SS (SS-WVHA).
À partir de 1942, plus de 100 camps satellites et commandos externes ont été installés dans les usines d'armement de Berlin par exemple à proximité de Siemens, de l'usine de chars DEMAG , des usines Henschel, de Daimler-Benz, d' IG Farben et de l' AEG . En conséquence, des milliers d'Allemands rencontraient chaque jour un grand nombre de prisonniers des camps de concentration sur leur lieu de travail ou sur le chemin, et certains d'entre eux travaillaient dans les mêmes salles. Certains d'entre eux contrôlaient en tant que contremaîtres ou défenseurs de leurs activités et de leurs résultats et ont eu l'opportunité de leurs conditions de vie grâce à un contact avec les gardes SS pour influencer.
De mai 1936 à mai 1937, une usine Heinkel a été construite à Oranienburg et Germendorf, la principale usine de Rostock Marienehe étant à pleine capacité. Dans cette nouvelle usine, il y avait aussi un camp annexe dans lequel ont travaillé jusqu'à 5 000 prisonniers.
Pour les prisonniers la partie la plus dangereuse du camp était la briqueterie, une grande briqueterie avec son propre port à l'écluse de Lehnitz . Des  klinkers y ont été produits pour alimenter les nombreux grands projets de construction d'Albert Speer à Berlin (plans pour la capitale mondiale Germania) (voir aussi Commando Speer). Ici aussi, un camp annexe du camp de concentration de Sachsenhausen a été établi.

## Liste (sélection)
- Bad Saarow (jusqu'au 15 avril 1945)
- Beerfelde
- Belzig (camp satellite de Belzig)
- Berlin
  - Berlin-Halensee (Demag)
  - Berlin-Koepenick
  - Berlin-Lichterfelde (à partir du 7 janvier 1941)
  - Berlin-Lichtenrade (jusqu'au 20 avril 1945)
  - Berlin-Müggelheim
  - Berlin-Reinickendorf (Argus-Werke)
  - Berlin-Siemensstadt (Siemens-Schuckertwerke ; du 17 juillet 1944 au 10 avril 1945)
  - Berlin-Tegel (Borsig -Werke)
  - Berlin-Wilmersdorf (du 2 janvier 1943 au 3 juillet 1943)
  - Berlin-Zehlendorf (usine textile Zehlendorf; à partir du 1er septembre 1943)
- Biesenthal (à partir du 1er juillet 1944)
- Brandebourg an der Havel (du 13 mai 1941 au 18avril 1945)
- Briesen / Falkenhagen (du 26 octobre 1943 au 3 avril 1945)
- Dallgow-Döberitz
- Château de Dammsmühle, commune de Schönwalde (du 2 janvier 1943 au 3 juillet 1943)
- École de police de sécurité Drögen, ville de Fürstenberg / Havel (à partir du 2mai 1941; à partir du 1er novembre 1942 au camp principal Ravensbrück)
- Falkenhagen- Fürstenwalde
- Falkensee (du 8 mars 1943 au 25 avril 1945)
- Genshagen (sous -campement Daimler-Benz Genshagen, du 1er septembre 1944 au 20 avril 1945)
- Glau-Trebbin (à partir du 23 octobre 1942)
- Glöwen (camp  annexe de Glöwen, camp pour hommes jusqu'à 20 février 1945, camp de femmes du 17 août 1944 au 14  avril 1945)
- Gross Rosen (à partir de 2 août 1940; à partir du 1er mai 1941 camp de concentration indépendant de Groß-Rosen)
- Hennigsdorf (AEG; jusqu'au 24 avril 1945)
- Hohenlychen (du 1er août 1941 au 2 septembre 1941; le SS-Lazarett Hohenlychen était rattaché au camp de concentration de Ravensbrück)
- Kleinmachnow (camp d'hommes à partir du 1er décembre 1942, camp de femmes à partir du 1er mars 1944, tous deux jusqu'au 30 avril 1945)
- Kolpin, qui fait aujourd'hui partie de Reichenwalde (jusqu'au 15 février 1945)
- Königs Wusterhausen (usine Krupp; du 9 février 1943 au 26 avril 1945)
- Küstrin (du 16 mai 1943 au 30 avril 1945)
- Lieberose (Camp de concentration de Lieberose, du 1er décembre 1943 au 2 février 1945)
- Lübben (du 1er juillet 1944 au 23 avril 1945)
- Neudamm, aujourd'hui Dębno
- Oranienburg (Heinkel-Werke Oranienburg du 21 mars 1933 au 31 mars 1935 et du 1er juillet 1943 au 2 avril 1945)
- Potsdam-Babelsberg
- Prettin (à partir du 3 octobre 1941)
- Rathenow (Camp de concentration satellite de Rathenow, de l'été 1944 au 27 avril 1945)
- Senftenberg (sous-camp de Schwarzheide ; du 5 juillet 1944 au 16 avril 1945)
- Strausberg (Märkisches Walzwerk ; à partir de l'automne 1944)
- Brigades de construction SS (certaines initialement temporairement, toutes à partir de janvier 1945)
- Camp de concentration de Syrez près de Kiev, Babyn Yar
- Treuenbrietzen / Belzig (usine de Sebaldushof, usine de munitions Selterhof, Dr. Kroeber & Son. Moi ; à partir du 1er octobre 1944, ancien camp annexe du camp de concentration de Ravensbrück, jusqu'au 2 mai 1945)
- Velten (camp annexe de Velten ; initialement à partir du 1er mars 1943 camp annexe du camp de concentration de Ravensbrück, à partir de septembre 1944 camp annexe du camp de concentration de Sachsenhausen, jusqu'au 20 avril 1945)
- Werder (Havel) (à partir de 20 mars 1943)
- Wewelsburg (camp de concentration de Niederhagen ; à partir du 1er janvier 1940 jusqu'au 31 août 1941 camp satellite du camp de concentration de Sachsenhausen, puis camp de concentration indépendant de Wewelsburg, à partir de mai 1943 camp satellite du camp de concentration de Buchenwald)
- Wittenberg (du 8 septembre 1944 au 24 avril 1945)

## Voir également
- Liste des camps de concentration du Reich allemand
- Marches de la mort des prisonniers des camps de concentration